# Heterodera humuli
anguillule à kyste du houblon
Espèce
Heterodera humuli (anguillule à kyste du houblon) est une espèce de nématodes parasites des plantes appartenant à la famille des Heteroderidae. C'est un parasite obligatoire qui infeste les cultures de houblon. Ce ravageur à une aire de répartition très vaste, il est présent dans la plupart des régions de culture du houblon, notamment l'Europe et la Russie, l'Asie centrale et occidentale (Iran, Turquie), l'Amérique du Nord, l'Australie et l'Afrique du Sud,. 
L'infestation des racines par Heterodera humuli entraîne une diminution du rendement du houblon pouvant atteindre 50 % et une détérioration de sa qualité. Les pertes de rendement dépendent de la densité de la population de nématodes dans le sol au printemps et du stade de croissance des plantes. La capacité de survie des boutures de houblon peut aussi être affectée.